# Máximo Arrates Boza
Máximo Arrates Boza (genannt Maestro Chicito, * 6. November 1859 in Santiago de Cuba; † 9. August 1936) war ein panamaischer Komponist.
Boza kam mit seinem Cousin Lino A. Boza in der Kapelle seines Onkels Pablo L. Boza 1880 nach Panama. Dort trat er 1891 als Soloklarinettist in die Banda Mayor ein, zu deren Kapellmeister unter dem Dirigenten Arturo Dubarry er 1896 ernannt wurde.
Daneben wirkte er als Violist des Orquesta Sinfónica de Panamá unter Narciso Garay und als Professor am Conservatorio de Música y Declamación de Panamá und gründete die Primera Sociedad Filarmónica de Panamá.
Unter den zahlreichen von ihm komponierten Tänzen wurde La Reina Roja (bekannt unter dem Titel Pescao) als die Karnevalshymne seiner Zeit berühmt.

## Werke
- La Bogotana
- Ligia Elena
- Alfredo si tu te vas
- La Pandora
- A la loma de Belén, Rumba
- Tus ojos, Polka
- Los dos amigos, Walzer
- Madre Selva, Walzer
- Flores y lágrimas, Pasillo
- Avenida Central, Pasillo